# Skruvestikka
Der Skruvestikka (norwegisch für Schraubenzieher) ist ein Nunatak im ostantarktischen Königin-Maud-Land. Im südlichen Teil der Payergruppe in der Hoelfjella ragt er unmittelbar östlich des Filsponen auf.
Norwegische Kartografen, die den Nunatak auch benannten, kartierten ihn anhand von Vermessungen und Luftaufnahmen der Dritten Norwegischen Antarktisexpedition (1956–1960).